# Смолянка (приток Серета)
Смолянка (укр. Смолянка) — река в Тернопольском районе Тернопольской области, Украина. Правый приток Серета (бассейн Днестра).
Берёт начало в селе Тростянец на высоте около 370 метров. Впадает в Серет между посёлком городского типа Заложцы и селом Ренев. Единственным населённым пунктом на реке является село Тростянец.